# Farmacol
Farmacol S.A. – polskie przedsiębiorstwo założone w 1990 roku przez Andrzeja Olszewskiego. Od początku działalności zajmuje się handlem hurtowym farmaceutykami i artykułami medycznymi. Początkowo działało w formie spółki z o.o., od 1993 jako spółka kapitałowa. Od czerwca 1999 do czerwca 2017 akcje spółki notowano na Giełdzie Papierów Wartościowych w Warszawie. Spółka wykupywała udziały w przedsiębiorstwach grupy Cefarm, obecnie jest większościowym udziałowcem w Cefarmach Kielce, Szczecin, Warszawa i Wrocław, z którymi tworzy grupę kapitałową.
Klientami przedsiębiorstwa jest kilkanaście tysięcy aptek i kilkaset szpitali.
Działalnością uboczną spółki jest prowadzenie usług marketingowych, hotelarskich i gastronomicznych.
Firma posiada osiem ośrodków dystrybucji. Oprócz zlokalizowanego w katowickiej siedzibie, pozostałe mieszczą się w Białymstoku, Gdańsku, Poznaniu, Rzeszowie, Szczecinie, Warszawie i Wrocławiu.
W 2018 roku siedziba spółki została przeniesiona do nowego kompleksu magazynowo-biurowego mieszczącego się przy ulicy Szopienickiej w Katowicach.